# Rhantus rufus
Rhantus rufus är en skalbaggsart som beskrevs av Zimmermann 1922. Rhantus rufus ingår i släktet Rhantus och familjen dykare. Inga underarter finns listade i Catalogue of Life.